# 松岡洋平
松岡 洋平（まつおか ようへい、1995年5月16日 - ）は、日本の男性声優。東京都出身。ラクーンドッグ預かり所属。

## 略歴
高校時代は軽音部に所属してボーカルを担当していた。大学では演劇サークルに所属。舞台のワークショップに行っていた際に声について指摘されることが多かったことと、すでに声優になった友人がいたことによって、声優を目指した。親には「養成所で1年頑張ってみて、ダメだったら就職する」と言っていた。
プロ・フィット声優養成所卒業。在学中にゲームアプリに出演し、声優活動を開始した。
2021年4月1日よりプロ・フィット預かりとなる。
2022年4月1日付で所属していたプロ・フィットが同年3月末を以てマネジメント事業を終了したことに伴い、ラクーンドッグへ移籍。

## 人物
趣味は手品、サウナ、ゲーム。特技は背泳ぎ、オセロ。好物はチョコレート、生クリーム。
資格として実用英語技能検定2級、夜景観光士検定3級を持っている。

## 出演
太字はメインキャラクター。

### テレビアニメ
2019年
- トライナイツ（ラグビー部員）

2020年
- 恋する小惑星（保護者）
- とある科学の超電磁砲T（敵高男子、男子生徒）
- 八男って、それはないでしょう!（エーリッヒ）
- イエスタデイをうたって
- ミュークルドリーミー（2020年 - 2021年、男子②、生物部部長）
- あひるの空（大栄部員）
- フルーツバスケット（観客）

2021年
- プレイタの傷（構成員）
- ぼくたちのリメイク
- カードファイト!! ヴァンガード overDress（2021年 - 2023年、スタッフ、男、ユニフォーマーズ、観客） - 3シリーズ
- TSUKIPRO THE ANIMATION 2（桃李）

2022年
- プラチナエンド（男B）
- BORUTO-ボルト- NARUTO NEXT GENERATIONS（海原アワジ）
- 王子の本命は悪役令嬢（ミルザム）
- ありふれた職業で世界最強（2022年 - 2024年、賊A、這斬のヨルガンダル） - 2シリーズ
- スローループ（客）
- からかい上手の高木さん3（男性B）
- 失格紋の最強賢者（男子生徒C、男子生徒A）
- ビルディバイド -＃FFFFFF-（メンバー）
- かぐや様は告らせたい-ウルトラロマンティック-（舞台員）
- 神クズ☆アイドル（シイタケ）
- 咲う アルスノトリア すんっ!（第5部隊騎士）
- 継母の連れ子が元カノだった（男性）
- 忍の一時（根本）

2023年
- お隣の天使様にいつの間にか駄目人間にされていた件（男子生徒）
- あやかしトライアングル（男子）
- シュガーアップル・フェアリーテイル（衛士）
- ツンデレ悪役令嬢リーゼロッテと実況の遠藤くんと解説の小林さん（生徒D）
- もののがたり（付喪神、塞眼） - 2シリーズ
- イジらないで、長瀞さん 2nd Attack（審判B）
- D4DJ All Mix（男性客）
- 機動戦士ガンダム 水星の魔女（パイロットの生徒）
- 異世界でチート能力を手にした俺は、現実世界をも無双する〜レベルアップは人生を変えた〜
- 鬼滅の刃 刀鍛冶の里編
- 君は放課後インソムニア（男子生徒、生徒会長）
- 山田くんとLv999の恋をする（生徒）
- AYAKA -あやか-（男子生徒B）
- 無職転生 II 〜異世界行ったら本気だす〜（貴族D）
- 七つの魔剣が支配する（上級生男子、男子生徒D、男子生徒B）
- ライアー・ライアー（生徒2、生徒1、常夜生徒2、調整員、森羅A）
- ホリミヤ -piece-（男子生徒A）
- お嬢と番犬くん（組員3）
- ミギとダリ（少年A、生徒1、男生徒A、男子生徒A）
- 新しい上司はど天然（社員）
- ティアムーン帝国物語〜断頭台から始まる、姫の転生逆転ストーリー〜（生徒）
- 呪術廻戦 懐玉・玉折/渋谷事変（一般人）
- 聖剣学院の魔剣使い（シャッズ）

2024年
- 即死チートが最強すぎて、異世界のやつらがまるで相手にならないんですが。（東田良介、リョウタ）
- 異修羅（工作員、ワイバーン兵）
- 悪役令嬢レベル99 〜私は裏ボスですが魔王ではありません〜（シード）
- SYNDUALITY Noir
- ゆびさきと恋々（車内アナウンス）
- Re:Monster（ゴブリンたち、兵士たち）
- WIND BREAKER（2024年 - 2025年、松本陽大） - 2シリーズ
- クマーバ（勇者、キリンスタ、デンシバト、シッテイルカ、ふぁいあん 他） - 2シリーズ
- 喧嘩独学（店員）
- 黒執事 -寄宿学校編-（学生）
- 声優ラジオのウラオモテ（男）
- 2.5次元の誘惑（男子生徒C）
- なぜ僕の世界を誰も覚えていないのか?（隊員）
- 転生したらスライムだった件（兵士B）
- 異世界ゆるり紀行 〜子育てしながら冒険者します〜（サラマンティール）
- 【推しの子】（男性客）
- 合コンに行ったら女がいなかった話
- 魔法使いになれなかった女の子の話（マ組先輩A）
- ひとりぼっちの異世界攻略（不良E、盗賊C）
- デリコズ・ナーサリー（カルロ）
- 神之塔 -Tower of God- 工房戦（ファンク）
- アオのハコ（2024年 - 2025年、部員）
- やり直し令嬢は竜帝陛下を攻略中（クレイトス兵）
- トリリオンゲーム（2024年 - 2025年、面接者、桜の元仲間）
- 魔王2099（オーガオタクA）
- 村井の恋（男子生徒）

2025年
- 沖縄で好きになった子が方言すぎてツラすぎる（比嘉、店内アナウンス）
- SAKAMOTO DAYS（研究員）
- チ。-地球の運動について-（ポストマン）
- グリザイア:ファントムトリガー（陸戦隊員A）
- 紫雲寺家の子供たち（男子生徒）
- 男女の友情は成立する?（いや、しないっ!!）（男子生徒）
- 九龍ジェネリックロマンス（店員）
- ぬきたし THE ANIMATION（モブ）
- 地獄先生ぬ〜べ〜 (2025)（警察官）
- その着せ替え人形は恋をする Season 2（放送部員）
- 帝乃三姉妹は案外、チョロい。（スカウトマン）
- 公女殿下の家庭教師（近衛騎士B）

### 劇場アニメ
- 映画大好きポンポさん（2021年）
- BLUE GIANT（2023年）

### Webアニメ
- サイバーパンク エッジランナーズ（2022年、クラスメイト）
- ロマンティック・キラー（2022年、男子生徒）

### ゲーム
2020年
- ブラウンダスト（2020年 - 2024年、エグザイル、パイラン）
- キャプテン翼 RISE OF NEW CHAMPIONS

2021年
- フードファンタジー（ハギス）
- リネージュ2M（クセルス）
- ポケモンメザスタ（ソウイチ）
- 鬼滅の刃 ヒノカミ血風譚

2022年
- トライアングルストラテジー（ドラガン・エスフロスト）
- オリエント・アルカディア（龐統、甘寧、鍾会）
- メイプルストーリー（デュアルブレイド〈男〉）
- 幻獣契約クリプトラクト（2022年 - 2023年、ニムロド）

2023年
- ブラウンダスト2（2023年 - 2024年、ギュント、デュラン、アザール、レンダル）
- 逆転オセロニア（ドゥムジ）
- クッキーラン: キングダム（バスクチーズ味クッキー）

2024年
- クイズRPG 魔法使いと黒猫のウィズ（ニアト）
- Library of Ruina（サン、コンスター）
- League of Angels 3（カマエル）
- グランブルーファンタジー（ルヴェリエ）
- トラブル・マギア 〜訳アリ少女は未来を勝ち取るために異国の魔法学校へ留学します〜（ジェラルド・エルディール）
- Honey Vibes（ピート）
- 八剱伝 Switch版（我孫子宗介）
- ドラゴンクエストIII そして伝説へ…（HD-2D版）（エリック）

2025年
- 大悪逆令嬢 ストラテジーオブリリィ（兵士、貴族）

### ドラマCD
- うたってにこりん☆ きんたろう〜ネオ・ナーサリーライム〜（2021年、赤城[39]） ※ボイスドラマパート
- Mics!! 男子高校生の休日 in 冬期休暇!!（2021年、外苑鬨[40]） ※「January」初回盤ボーナストラック
- 穏やか貴族の休暇のすすめ。 4（2022年、冒険者A[41]）
- アークナイツ ウルサスの子供たち（2023年）

### BLCD
- ただれた恋にはいたしません!（2019年、ハッピーマリンのメンバー[42]）
- ダブルフェイスには敵わない（2020年、充 他[43]）
- 恋するヒプノティックセラピー（2020年、隆司[44]）
- 羽賀くんは噛まれたい（2021年、宮内[45]）
- SとN（2022年、鉄人）
- この手を離さないで（2022年、一也[46]）
- I♡歌舞伎町（2023年、平[47][48]）
- 教室を出たら俺のモノ（2023年、有馬[49]）
- お前のほうからキスしてくれよ（2025年）[50]

### デジタルコミック
- オンラインの羊たち（2019年、クラスメイト[51]）
- もっと抵抗してくれよ〜爽やか王子の歪んだ性癖（2021年、唐沢[52]）
- ジュース（2022年、欲の塊[53]）
- 嘘婚ロマン 契約結婚のはずなのに、クールな旦那様に溺愛されています（2023年、蕗谷晃人[54]）
- オヤジとにゃん吉（2023年、小田信之[55]）
- 捨てられた令嬢は、いつの間にかに拾われる〜隣国で王太子に溺愛されてます〜（2024年、リチャード・グレン[56]）

### ラジオ
※はインターネット配信。
- 月刊 新・男前通信1月号〜月刊 松岡洋平（2024年、文化放送モバイルplus※）[57]

### 朗読劇
- 忠臣蔵 吉良上野介義央公物語〜運命を背負った男〜（2022年12月24日、西尾市一色町公民館 カーネーションホール）[58]

### その他コンテンツ
- 寝かしつけASMR イケボ彼氏の声と心音や寝息でリラックス入眠（2022年、早田涼平[59][60]）
  - イケメン同僚彼氏に全肯定されてじゃれ合う夜…♡
  - 私の全てを受け入れてくれる同僚彼氏に…♡
  - 職場で隠れていちゃついてたら緊急事態!?
  - 朝ごはんも作ってくれるイケメン彼氏とモーニングルーティーン体験！
  - イケボ彼氏と一緒に作業や勉強に集中！そしてご褒美…？
- シュールギャグアニメ「鉄球」（2022年）[61]
- サンリオキャラクター フラガリアメモリーズ（2023年、ハンギョン[62][63]）
- numan連載「松岡洋平の推しゃべり場」（2024年）[64]
- オーディオシネマ「蒸気街のアポリア」（2024年）[65]

## ディスコグラフィ

### キャラクターソング
| 発売日         | 商品名                                                                       | 歌                                                                 | 楽曲                                                    | 備考                           |
| -------------- | ---------------------------------------------------------------------------- | ------------------------------------------------------------------ | ------------------------------------------------------- | ------------------------------ |
| 2024年5月1日   | ALL SO BAD                                                                   | NOIR BOUQUET                                                       | 「ALL SO BAD」                                          | 『フラガリアメモリーズ』関連曲 |
| 2024年5月1日   | ALL SO BAD                                                                   | ハンギョン（松岡洋平）                                             | 「ALL SO BAD」                                          | 『フラガリアメモリーズ』関連曲 |
| 2024年5月11日  | Charcoal White                                                               | バドバルマ（武内駿輔）、チャコ（小笠原仁）、ハンギョン（松岡洋平） | 「Charcoal White」                                      | 『フラガリアメモリーズ』関連曲 |
| 2024年12月25日 | LIGARREN シリーズ1stシーズン ドラマCD【Luxarion】 Vol.1 時代を超えて輝くもの | Luxarion                                                           | 「Be the one」 「Brand New World」 「Hurry Hurry Baby」 | 『ハレオト』関連曲             |
| 2025年2月12日  | LIGARREN シリーズ1stシーズン ドラマCD 【Luxarion】 Vol.2 白く輝く鳥を見た    | Luxarion                                                           | 「Tribute」                                             | 『ハレオト』関連曲             |
| 2025年2月19日  | 拜拜[BYE-BYE]                                                                | チャコ（小笠原仁）、アルペック（畠中祐）、ハンギョン（松岡洋平）   | 「拜拜[BYE-BYE]」                                       | 『フラガリアメモリーズ』関連曲 |
| 2025年7月2日   | Qualia Es Diff                                                               | チャコ（小笠原仁）、ハンギョン（松岡洋平）、ピケロ（町本成史）     | 「Qualia Es Diff」                                      | 『フラガリアメモリーズ』関連曲 |